# 魯班卡 (卡扎京區)
49°39′41″N 28°47′10″E / 49.66139°N 28.78611°E
魯班卡（烏克蘭語：Рубанка），是烏克蘭的村落，位於該國西南部文尼察州，由赫米利尼克區負責管轄，始建於1670年，面積1.56平方公里，海拔高度295米，2001年人口141，人口密度每平方公里90.38人。